# Cantonul Chalonnes-sur-Loire
Cantonul Chalonnes-sur-Loire este un canton din arondismentul Angers, departamentul Maine-et-Loire, regiunea Pays de la Loire, Franța.

## Comune
- Chalonnes-sur-Loire (reședință)
- Chaudefonds-sur-Layon
- Denée
- Rochefort-sur-Loire
- Saint-Aubin-de-Luigné